# Christopher Hibbert
Arthur Raymond Hibbert, mer känd som Christopher Hibbert, född 5 mars 1924 i Enderby, död 21 december 2008 i Henley-on-Thames, var en brittisk författare och historiker. Tillsammans med bokhandlaren Ben Weinreb sammanställde han uppslagsverket The London Encyclopaedia som utgavs 1983. Hibbert var ledamot i Royal Society of Literature.